# Dernière Aventure
Pour plus de détails, voir Fiche technique et Distribution.
Dernière Aventure est un film français réalisé par Robert Péguy, sorti en 1942.

## Fiche technique
- Titre : Dernière Aventure
- Réalisation : Robert Péguy
- Scénario : D'après la pièce Papa de Gaston de Caillavet, Robert de Flers, Léopold Marchand (adaptation et dialogue)
- Photographie : Fédote Bourgasoff
- Montage : Henriette Pinson
- Musique : Henri Verdun
- Création des décors : René Renoux
- Décors : Robert Dumesnil, Henri Ménessier
- Producteur : Fernand Rivers
- Société de production : Les Films Fernand Rivers
- Pays de production :  France
- Format : Noir et blanc — 35 mm — 1,37:1 — Son : Mono
- Genre : Comédie dramatique
- Durée : 104 minutes (1 h 44)
- Date de sortie : 
  - France : 26 mars 1942
- Affiche : Georges Dastor (France)

## Distribution
- Jean-Max : le comte de Larzac, un séducteur vieillissant désireux de reconnaître son fils naturel comme légitime
- Pierre Dux : Jean Bernard, son fils naturel, amoureux de Jeanne, puis de Georgina
- Annie Ducaux : Georgina Couzan, une jeune femme d'origine roumaine dont Jean s'est épris après Jeanne
- Blanchette Brunoy : Jeanne Aubrin, la fille d'un fermier, le premier amour de Jean
- André Alerme : Charmeuil, l'ami du comte
- Léon Belières : l'abbé Jocasse
- Germaine Laugier : Colette
- Henri Delivry
- Gustave Gallet
- Louis Blanche
- Aline Carola